# Kings of Leon
Kings of Leon és un grup estatunidenc de música rock de Nashville, Tennessee, creat el 1999. El formen tres germans: Caleb, Nathan i Jared Followill, i llur cosí Matthew Followill. Cada membre de la família és conegut pel segon nom en comptes del primer. El nom del grup deriva del pare i avi dels germans, tots dos es deien Leon. La música del començament del grup era una combinació de rock del sud i influències del garage rock, però la banda va anar ampliant de mica en mica el gènere musical.

## Història

### Primers anys: 1999-2002
Els tres germans Followill van créixer a Oklahoma amb llur pare, l'Ivan Leon Followill, un predicador de l'Església Pentecostal Unida, i llur mare, la Betty-Ann. En Caleb i en Jared van néixer al Mount Juliet, Tennessee, i van anar a l'escola superior de Mount Juliet, mentre que en Nathan i en Matthew van néxier i créixer a Oklahoma City. Segons la revista Rolling Stone, "mentre que l'Ivan va predicar a les esglésies i a les tendes de campanya per Oklahoma i Deep South, els nois assistien als serveis religiosos i s'atrevien de vegades a tocar-hi timbals". Estaven educats a casa per part de la mare, i també estaven inscrits en escoles parroquials. Tret d'un període de cinc anys quan varen establir-se a Jackson, Tennessee, la infància dels Followill va desenvolupar-se conduint a través del sud dels Estats Units en un vell cotxe, i només acampaven durant una o dues setmanes.
Quan el pare dels nois renuncià a l'Església i els seus pares es divorciaren el 1997, en Nathan i en Caleb van traslladar-se a Nashville, varen abraçar l'estil de vida del rock. Un cop a Nashville, van conèixer el compositor Angelo Petraglia, que va ajudar els germans a perfeccionar llurs habilitats com a compositors i els presentà les influències musicals de Thin Lizzy, The Rolling Stones i The Clash, sobretot. El germà petit, en Jared, que havia assisti durant poc de temps a l'escola pública, va quedar influenciat per la música dels Pixies i de The Velvet Underground, i quan ell i el seu cosí Matthew van traslladar-se a Nashville el 1999, Kings of Leon va quedar format definitivament.

## Discografia

### Discs d'estudi
- Youth and Young Manhood (2003)
- Aha Shake Heartbreak (2004)
- Because of the Times (2007)
- Only by the Night (2008)
- Come Around Sundown (2010)
- Mechanical Bull (2013)
- WALLS [We Are Like Love Songs] (2016)
- When You See Yourself (2021)
- Can We Please Have Fun (2024)

### EP i discs actuals
- Holy Roller Novocaine (2003)
- What I Saw (2003)
- Day Old Belgian Blues (2006)
- Live from SoHo (2007) (Només a Itunes Store)
- Live in London (2008) (Només a Itunes Store)
- Notion EP (2009)
- Live at the O2 (2009)

### Simples
- "Red Morning Light" (2003)
- "Molly's Chambers" (2003)
- "Wasted Time" (2003)
- "California Waiting" (2004)
- "The Bucket" (2004)
- "Four Kicks" (2005)
- "King of the Rodeo" (2005)
- "On Call" (2007)
- "Fans" (2007)
- "Charmer" (2007)
- "Sex on Fire" (2008)
- "Use Somebody" (2008)
- "Revelry" (2009)
- "Notion" (2009)
- "Crawl" (2009)
- "Radioactive" (2010)
- "Pyro" (2010)
- "The Immortals" (2011)
- "Back Down South" (2011)